# Rhionaeschna brevifrons
Rhionaeschna brevifrons är en trollsländeart som först beskrevs av Hagen 1861.  Rhionaeschna brevifrons ingår i släktet Rhionaeschna och familjen mosaiktrollsländor. Inga underarter finns listade i Catalogue of Life.